# Park Kyung-won
Park Kyung-won (Daegu, 24 de juny de 1901 – Hakone, 7 d'agost de 1933) va ser, juntament amb Kwon Ki-ok, una de les primeres aviadores coreanes. Encara que en general s'accepta que Kwon va ser la primera aviadora coreana, Park segueix sent reconeguda com la primera pilot civil femenina de Corea, ja que Kwon va ser entrenada per la Força Aèria de la República de la Xina. Va ser subjecte de controvèrsia l'any 2005, quan va ser representada per Jang Jin-young en la pel·lícula Blue Swallow, la qual va iniciar un debat sobre qui va anar realment la primera aviadora de Corea.

## Biografia
Park va néixer en Daegu, província de Gyeongsang a l'Imperi de Corea. Des de 1912 fins a 1916 va assistir a l'Escola de Dones Myeongsin de Daegu, una escola presbiteriana creada per nord-americanes. Un any després de la seva graduació, el 13 de setembre de 1917, va partir de la seva ciutat natal cap al Japó. Una vegada allà, s'assentà en Minami-ku, Yokohama, on es va matricular a l'Escola de Capacitació Industrial de Kasahara, passant-hi dos anys i mig. Des de 1919, Park va començar a assistir a una església coreana en Yokohama i, després, es va convertir al cristianisme.
Al febrer de 1920, va tornar a Daegu per ingressar una escola d'infermeria; encara que el seu veritable objectiu era convertir-se en pilot, primer havia de guanyar diners per pagar les classes de pilotatge.

## Carrera d'aviació
Al gener de 1925, Park va tornar al Japó, on finalment es va matricular en una escola d'aviació a Kamata (avui dia part de Ōta, Tòquio). Es va graduar i va fer l'examen per a la llicència de pilot de tercera classe el 25 de gener de 1927, la qual va obtenir tres dies després. El 30 de juliol de l'any següent, va obtenir la de pilot de segona classe.
El 4 de maig de 1933, Park va ser elegida per volar sobre una nova ruta entre Japó i Manchukuo. Va volar a Seül el 19 de maig per reunir-se allí amb funcionaris del govern. A les 10.35 a. m. del 7 d'agost de 1933, va sortir de l'aeroport Internacional de Haneda amb el seu biplà Salmson 2A2, anomenat Oreneta blava, es va estavellar 42 minuts més tard prop de Hakone, Kanagawa, causant-li la mort de manera immediata.